# Uluzzian
Het Uluzzian is een laat-paleolithische archeologische cultuur vernoemd naar de Baai van Uluzzo bij Nardò in Apulië, en die voorkwam van het zuiden tot aan het noorden van het schiereiland. De cultuur wordt gekarakteriseerd door kenmerkende randschrabbers, en (minder vaak voorkomend) kopschrabbers en priemen. De cultuur werd oorspronkelijk toegeschreven aan neanderthalers, maar tegenwoordig wordt veeleer de moderne mens als de maker gezien.

## Ontstaan en ontwikkeling
Rond 42.000 jaar geleden verscheen in het noorden van Italië de Aurignacien-cultuur, die toegeschreven wordt aan de moderne mens, terwijl in Midden-Italië het Moustérien zich handhaafde. In het zuiden van Italië ontstond echter een nieuwe cultuur, het Uluzzian. 
Julien Riel-Salvatore identificeerde projectielpunten, oker, benen werktuigen, sieraden en aanwijzingen, dat er op klein wild gejaagd en gevist werd. Dergelijke innovaties worden niet van oudsher geassocieerd met de neanderthalers. Deze nieuwe technieken en leefwijze zijn mogelijk ontwikkeld als gevolg van dramatische veranderingen in het klimaat.
Rond 40.000 jaren geleden vond in grote delen van Zuid-Europa, waaronder ook Zuid-Italië, een klimaatverandering plaats. Zuid-Italië werd steeds opener en droger. De archeologische bewijzen suggereren dat men begon met pijlen en pijltjes op klein wild, zoals konijnen, te jagen om zo de andere traditionele voedselbron, het steeds schaarser wordende aantal grotere zoogdieren te vervangen.
Het Uluzzian heeft zich verspreid tot in Griekenland, Noordoost-Italië en Kroatië. Zo worden resten, gevonden in de Vindijagrot in Kroatië en de Klisouragrot in Griekenland, tot deze cultuur gerekend. De Noord-Italiaanse Fumane-grot is de meest noordelijke Uluzzian-locatie.

## Toeschrijving
De neanderthaler werd vaak afgeschilderd als een behoudend en niet-innovatief menstype. Uit onderzoek van Riel-Salvatore zou blijken dat de neanderthaler wel zelfstandig in staat zou zijn nieuwe technieken te ontwikkelen. Zijn onderzoek betrof vele locaties in geheel Italië met speciale aandacht voor het Uluzzian.
De opvatting dat de neanderthaler verantwoordelijk was voor het Uluzzian werd echter door een studie van Stefano Benazzi weerlegd. Dit onderzoek toonde aan dat de moderne mens niet alleen veel eerder in Europa leefde, maar ook het Uluzzian gecreëerd heeft.
In 1964 werden twee melktanden opgegraven in de Grotta del Cavallo door Arturo Palma di Cesnola. Zij werden in de Uluzziaanse archeologische lagen aangetroffen. De tanden van Cavallo werden in de daaropvolgende jaren als neanderthaler-tanden geïdentificeerd. Deze toekenning vormde de basis van de wijdverbreide consensus dat het Uluzzian en de complexe ornamenten en gereedschappen geproduceerd werden door neanderthalers. Echter, vergelijking van de micro-computertomografiescans van de tanden tonen daarentegen aan de gevonden artefacten in de Grotta del Cavallo door de moderne mens en niet door de neanderthalers gemaakt zijn.